# Werve (Kamen)
Werve bildet den Osten des Stadtteils Heeren-Werve der westfälischen Stadt Kamen im Kreis Unna und hat einen eigenen kleinen Dorfkern. Werve ist sowohl westfälisch ländlich als auch aus der Bergbauzeit geprägt.

## Geographie

### Lage
Werve liegt im Südosten der Stadt Kamen. Der Mühlbach trennt den Ort vom benachbarten Heeren. Die Seseke fließt durch den Norden des Ortsgebietes.

### Nachbarorte
Werve grenzt im Uhrzeigersinn im Westen beginnend an die Orte Heeren, Altenbögge, Bramey, Lünern, Mühlhausen und Uelzen sowie an die Stadt Unna (Alte Heide).

## Geschichte
Werve gehörte bei der Errichtung der Ämter in der preußischen Provinz Westfalen zum Amt Camen, dann zum Amt Unna-Kamen im Kreis Hamm. Anlässlich der Auskreisung der Stadt Hamm am 1. April 1901 wurde aus dem Kreis der Landkreis Hamm. Nach einer Gebietserweiterung im Jahr 1929 wurde dieser im Oktober 1930 in Kreis Unna umbenannt. Am 1. April 1910 schlossen sich Heeren und Werve zusammen. Am 1. Januar 1968 wurden die bisherigen Gemeinden Derne, Heeren-Werve, Methler, Rottum und Südkamen mit der Stadt Kamen zusammengeschlossen. Das bisherige Amt Unna-Kamen wurde aufgelöst.
Im Jahr 1849 hatte Werve 319 Einwohner. Im Jahr 1895 waren es 571 und im Jahr 1987 1800 Einwohner.

## Verkehr
Die Landesstraße L 663 verbindet Werve im Westen mit Kamen, Dortmund und Castrop-Rauxel sowie im Osten mit Bramey, Flierich und Osterflierich. Die Landesstraße L 665 führt im Norden nach Altenbögge und Pelkum sowie im Süden über Alte Heide nach Königsborn und Unna.
Auf der Kreisstraße K 36 gelangt man nach Lünern und zur Bundesstraße B 1 und auf der Kreisstraße K 37 nach Mühlhausen und ebenfalls zur Bundesstraße B 1.